# Отмъстителите: Тайни войни
„Отмъстителите: Тайни войни“ (на английски: Avengers: Secret Wars) е предстоящ американски супергеройски филм от 2027 г. за едноименния екип супергерои „Отмъстителите“ на Марвел Комикс. Режисьори са Антъни и Джо Русо, а сценарият е на Стивън Макфийли. Той ще е 40-ият филм в киновселената на Марвел и продължение на „Отмъстителите: Денят на страшния съд“ (2026).
Премиерата на филма е предвидена да излезе по кината в Съединените щати на 7 май 2027 г. като част от Шестата фаза на „Киновселената на Марвел“.